# Альберих (святой)
Святой Альберих, Альберих из Сито (фр. Aubry de Cîteaux, лат. Albericus Cassinensis; ? — 26 января 1108 года) — католический святой, один из основателей ордена цистерцианцев, второй по счёту аббат монастыря Сито после святого Роберта Молемского.

## Биография
Альберих был одним из отшельников, живших в Коланском лесу в Бургундии, которые около 1075 года обратились к папе Григорию VII с прошением об основании нового монастыря и о поставлении над ним авторитетного настоятеля. Прошение было удовлетворено, а первым настоятелем будущей общины назначен святой Роберт Молемский.
Святой Роберт выбрал для нового монастыря селение Молем. Поначалу монастырь представлял собой ряд хижин вокруг часовни Святой Троицы, однако затем он начал быстро расти и развиваться. Святой Роберт поддерживал в общине строгий порядок, устав св. Бенедикта неукоснительно выполнялся. В то время как Роберт был аббатом монастыря, Альберих был избран приором.
Когда численность братии в монастыре выросла, в нём начались раздоры. Часть монахов была недовольна строгим соблюдением устава св. Бенедикта и требовала послаблений, обычных для бенедиктинских монастырей того времени, в то время как Роберт и Альберих твёрдо стояли за строгие правила. Роберт дважды пытался сложить с себя обязанности настоятеля и покинуть Молем, чтобы жить отшельником, однако оба раза по приказанию папы возвращался в монастырь. В его отсутствие Альберих формально оставался главой монастыря, однако недовольные монахи заключили его в темницу, чтобы никто не помешал им жить по своим правилам.
Наконец в 1098 году Роберт, Альберих и ещё 20 братьев молемского монастыря (в их число входил и будущий третий настоятель Сито святой Стефан Хардинг) с разрешения лионского архиепископа покинули Молем с целью основать новую обитель, где царил бы первоначальный строгий дух западного монашества, основанный на строгом соблюдении устава св. Бенедикта. Виконт города Бон даровал святому Роберту принадлежавшую ему долину в глухом лесу к югу от Дижона, где выходцы из Молема и основали монастырь Сито (фр.  Cîteaux , лат.  Cistercium). По традиции считается, что монастырь был основан 21 марта. Сито стал первым из монастырей нового ордена, получившего затем по этому монастырю имя цистерцианцы. Святой Роберт стал первым аббатом Сито; Альберих, как и в Молеме, был при нём приором.
Двумя годами позже, когда раскаявшиеся монахи Молема через посредничество папы призвали Роберта обратно в свой монастырь, святой Альберих стал аббатом Сито. Он составил устав «Instituta monachorum Cisterciensium», в основу которого лёг устав св. Бенедикта, и на котором впоследствии основывался утверждённый устав цистерцианцев. В качестве монашеского облачения для братьев нового ордена святой Альберих ввёл хабит белого цвета с чёрным наплечником.
Святой Альберих умер 26 января 1108 года, после его смерти Сито возглавил Стефан Хардинг. День памяти в Католической церкви — 26 января.